# یادوینگن (استان ووتسکی)
یادوینگن (به لاتین: Jadwinin) یک روستا در لهستان است که در گمینا پابیانگتسه واقع شده‌است. یادوینگن ۲۳۰ نفر جمعیت دارد.